# Alan Brown
Pour les articles homonymes, voir Alan Brown (homonymie) et Brown.
Ne doit pas être confondu avec Allan Brown.
Pas d'image ? Cliquez ici
Alan Brown, né le 20 novembre 1919 à Malton (Yorkshire) et mort le 20 janvier 2004 à Guildford (Surrey), est un ancien pilote anglais de course automobile. Il a disputé huit épreuves de championnat du monde des conducteurs, de 1952 à 1953. En avril 1954 il a gagné le British Empire Trophy en Sportscars, sur Cooper T22 - Bristol, remportant la même saison au mois d'avril l'International Zandvoort. Il court régulièrement jusqu'en 1956.

## Résultats en championnat du monde de Formule 1
| Saison | Écurie                                      | Châssis               | Moteur             | Pneus  | GP disputés | Points inscrits | Classement en championnat |
| ------ | ------------------------------------------- | --------------------- | ------------------ | ------ | ----------- | --------------- | ------------------------- |
| 1952   | Ecurie Richmond                             | Cooper T20            | Bristol 6 en ligne | Dunlop | 4           | 2               | 16e                       |
| 1953   | Cooper Car Company RJ Chase Équipe Anglaise | Cooper T20 Cooper T23 | Bristol 6 en ligne | Dunlop | 4           | 0               | n.c.                      |